# 로커펠라 레코드
로커펠라 레코드(Roc-A-Fella Records)는 1995년에 설립된 미국의 힙합 레이블이다. 본디 제이 지(Jay-z), 데이먼 대시(Damon Dash), 카림 비기스 버크(Kareem Biggies Burk)가 공동 소유했으나(대표는 Jay-z) 현재는 데프잼 레코드로 넘어갔으며, 유니버설 뮤직에 속해있다.

## 초창기(1995 ~ 2000년)
- 1995년
  - 제이-지가 멤피스 블릭(Memphis Bleek), Sauce Money, Jay-O, Da Ranjahz 등의 가수와 Dj Ski, Dj Clark Kent 등의 프로듀서를 영입하여 Jay's Music을 설립하나 얼마 가지 않아 블릭을 제외한 대부분이 이탈하여 실패.

- 1996년
  - 제이-지가 비즈니스 파트너인 데이머 대시, 카림 비기스 버크와 손잡고 락커펠라 레코드를 설립. 이름의 유래는 석유왕 존 록펠러.
  - 제이-지가 첫 앨범이기도 한 Reasonable Doubt을 발매하여, 이를 계기로 Notorious B.I.G등 많은 아티스트들에게 도움을 받게 되었다.

- 1997년
  - 제이-지가 In MY Life Time… Vol.1을 내놓았고, 이어 내놓은 Vol.2… Hard knock life에는 멤피스 블릭도 참여했다. 이들 앨범은 많은 판매량으로 플래티늄을 받기에 이른다.

- 1998년
  - 아밀 화이트헤드(Amil Whitehead)와 비니 시겔을 영입했다.
  - 디제이 클루가 컴필레이션 앨범 'The Professional'를 발표

- 1999년
  - 새로 영입된 비니 시겔이 첫앨범 'Coming of Age'를 발표
  - 제이-지가 'Vol. 3...Life and Times of S. Carter'를 발표

## 성공(2000 ~ 2004년)
- 2000년
  - 블릭이 앨범 The Understanding을 발매했다.
  - 프로듀서인 Just Blaze가 영입되었다.
  - 제이-지가 앨범 The Dynasty:Roc La Familia를 내놓았다. 이 앨범에는 Just blaze와 bink, 그리고 새로 영입한 카니예 웨스트(Kanye West), Freeway, Rick Rose, Neptunes 등이 참여했다.
  - 하반기에 시겔이 첫 앨범인 The Truth를 내놓았다.

- 2001년
  - 제이-지가 카니예 웨스트, Just Blaze 등이 프로듀싱한 새 The Blueprint를 내놓는다. 헤비비트와 70년대 소울을 샘플링했고, 드럼 베이스로 업템포를 연출한 이 앨범은 우수한 음악성과 예술성으로 제이-지의 대표작으로 자리잡게 된다.
  - 시겔이 두 번째 앨범으로 The Reason을 발매했다.
  - M.O.P., 디플로맷의 멤버였던 캠론(Cam'ron), 우 탱 클랜의 멤버인 올 더티 바스타드 등을 영입한다.

- 2002년
  - 캠론이 내놓은 Come Home With Me가 플래티늄 앨범을 받았다.
  - 제이-지가 The Blueprint 2, The Gift & curse를 내놓았다.

- 2003년
  - 제이-지가 The Blueprint 2.1을 발매했다.
  - 제이-지가 "The Black Album"을 발매했다. 이후 경영에 전념하기 위해 가수 및 MC로써는 은퇴할 것을 발표했다.
  - 캠론이 앨범 Diplomats Immulity와 The Chain Gang Vol.2를 내놓아 성공을 거뒀다.
  - Freeway가 첫 앨범 'Philadelphia Freeway'을 내놓았다.
  - 블릭이 세 번째 앨범인 M.A.D.E를 내놓았다.
  - 대시와 M.O.P가 새 레이블을 설립. 제이-지는 이들을 지원해주었다.
  - 신인 그룹 영 건즈(Young Gunz)를 발굴, 데뷔시켰다.

## 2004년 ~ 2008년
- 2004년
  - 웨스트가 The Collage Dropout라는 앨범을 프로듀싱하며 빌보드 챠트에 올랐다.
  - 제이-지가 알 켈리, 린킨파크와 합작했다.
  - 블릭이 네 번째 앨범 5.3.4를 발표했다.
  - Foxy Brown을 영입했다.
  - N.O.R.E를 영입
  - 올 더티 바스타드가 'A Son Unique'를 제작하고 있었으나,중간에 심장마비로 사망한다.
  - 테리 마리 영입

- 2005년
  - 제이-지가 데프잼 레코드의 사장으로 취임.
  - 대시와 버크가 제이-지와의 불화로 독립하여 DDMG를 설립했다.
  - 캠론이 'Purple Haze'를 발표하지만 이탈했다.
  - 비니 시겔의 'The B comming'이 원래는 락커펠라에서 발표됐어야 했으나, 데몬 데쉬의 레이블에서 발표

- 2006년
  - 제이-지가 새 앨범 Kingdom come'을 발매했다.
  - N.O.R.E이 'N.O.R.E. y la Familia...Ya Tú Sabe'를 발표
  - 테리 마리가 'Roc-A-Fella Presents: Teairra Marí'를 발표하고, 탈퇴

- 2007년
  - 웨스트가 Graduation을, Freeway가 Free At Last를 각각 발표했다.
  - 제이다키스 영입
  - N.O.R.E이 'Noreality'를 발표하고,탈퇴함
  - 비니 시겔이 'The Solution'를 발표

- 2008년
  - 웨스트가 '808's & Heartbrake'를 발매

## 현재 ( 2009년 ~ )
- 2009년
  - 제이다키스가 'The Last Kiss'를 발표한다.
  - Freeway가 릴 웨인의 캐시 머니 레코드 계약,탈퇴함
  - Tru-Life가 'The Beginning of the Truth'를 발표할 예정이다.
  - 여성그룹 'Sugababes'를 영입했다.
  - 제이 지가 앨범 Blueprint 3를 발매한다.
  - 11월, 원년맴버였던 비니 시겔이 탈퇴한다.

## 주요 소속 아티스트
- Jay-Z(대표)
- Kanye West(프로듀서 겸임)
- Jadakiss
- DJ Clue(프로듀서 겸임)
- Tru Life
- Just Blaze(프로듀서)
- Bink!(프로듀서)